# Urbanizam Zagreba u 19. stoljeću
Urbanizam Zagreba u 19. stoljeću bio je dugotrajan proces.

## Razvoj Zagreba kao modernog grada u 19. stoljeću
Razvoj modernog grada dugotrajan je proces koji podrazumijeva čitav niz unaprijed ostvarenih uvjeta kako bi provincijalno mjesto, kao što je bio Zagreb početkom 19. stoljeća, izrastao u urbano središte. Početak 19. stoljeća u Zagrebu obilježile su teške gospodarske i političke prilike, siromaštvo i glad. Još uvijek „dvojni grad“ s političkim, kulturnim i upravnim središtem na Gradecu, te crkvenim na Kaptolu, Zagreb je stagnirao u svakom pogledu, što se odrazilo i na izostanak većih graditeljskih i urbanističkih pothvata. Naime, između Gradeca i Kaptola - dviju teritorijalno i upravno zasebnih cjelina - nije postojao zajednički interes za razvoj i širenje grada, a još uvijek feudalno društvo nije pokazivalo svijest o gradu kao urbanom središtu, pa time ni želju za njegovim razvojem. Takvo stanje zadržat će se sve do sredine stoljeća kada, nakon ukidanja feudalnog sustava 1848. godine,  započinje razvoj Zagreba kao jedinstvene teritorijalne cjeline s moderniziranom upravom te se stvara društvena svijest o gradu kao reprezentativnom središtu.

## Počeci urbanističkog planiranja grada Zagreba
Planiranje razvoja i izgradnje grada bilo je prvi korak k stvaranju modernog, reprezentativnog središta kakvo je zahtijevala tadašnja kulturna i društvena svijest. Druga polovina 19. stoljeća donijela je veliki urbanistički zamah k razvoju Zagreba iz provincijalnog u urbano središte, i to prvenstveno pojavom misli o prostornom planiranju. Prve naznake promišljanja o izgledu grada nalazimo u prvom i najvažnijem aktu nakon ujedinjenja zagrebačkih naselja, Redu gradjenja za zemaljski glavni grad Zagreb iz 1857. godine, u kojem se traži „da se zemaljskom glavnom gradu Zagrebu građevno stanje digne u interesu sigurnosti zdravlja, udobnosti, pristojnosti i ukusa i da se malo po malo postigne veća pravilnost ulica i pijaca“.  U Redu gradjenja za zemaljski glavni grad Zagreb donesene su temeljne odrednice prostornog planiranja novog dijela grada - Donjeg grada - koje su službeno potvrđene prvom Regulatornom osnovom, tj. prvim urbanističkim planom grada Zagreba iz 1865. godine. U drugoj Regulatornoj osnovi iz 1887./1888. godine službeno je potvrđena ideja za reprezentativni okvir perivoja i trgova novom središtu grada na području Donjeg grada - Lenucijeve ili Zelene potkove kao monumentalnog urbanističkog zahvata jednakog onom na kakav nailazimo u Beču izgradnjom Ringstrasse. Prostorno planiranje grada u drugoj polovini 19. stoljeća usredotočeno je (čemu svjedoče i regulatorne osnove) na prostor Donjeg grada, koji nakon ujedinjenja povijesnih zagrebačkih naselja postaje prostorom urbanizacije, no u drugoj Regulatornoj osnovi prvi se put regulira i izgradnja na području sjevernih brežuljaka Zagreba, gdje je predviđena izgradnja ljetnikovačkog područja.

### Ljetnikovačko područje grada Zagreba - Josipovac
Sjeverno od Donjeg grada proteže se bregovit dio grada na kojem se predviđa izgradnja ljetnikovaca. Parcelacija zemljišta redovnica magdalenki, na kojem se nalazio njihov samostan i kupnja istog 1888. godine, odredila je područje Josipovca. Izgradnja ljetnikovaca započela je već 1887. i trajala je do 1896. godine. Nastajanje ljetnikovačkog područja možemo pratiti od druge Regulatorne osnove iz 1887./1888. godine i Propisnika za izgradnju zgrada na Josipovcu iz 1888. godine, u kojima se regulira izgradnja na brežuljcima Zagreba i zacrtava nova ulica od današnjeg Britanskog trga do sirotišta na Josipovcu (današnja Nazorova ulica), čime nastaje novi građevni odsjek za izgradnju prvog planiranog naselja ljetnikovaca, za što se utvrđuje dvadeset parcela. Planiranje ovog dijela grada prilagođeno je bregovitom terenu, čime se razlikuje od ortogonalnog modela predviđenog za izgradnju na ravnom terenu Donjeg grada. Usporedno s izgradnjom ljetnikovaca planira se i izgradnja stepenica i prilaza kojima bi se to područje povezalo s Donjim gradom. U prvim propisima jasno su utvrđene i obaveze koje graditelji moraju poštovati, a odnose se na temelje, visinu i vanjsko oblikovanje, vatrište, stijene uz dimnjak, udaljenost od ograde ceste i susjeda, na kanalizaciju i otpad, gospodarske građevine i njihovu udaljenost od međe, te korištenje preostalog zemljišta. Također, propisane su i olakšice za gradnju kojima se pokušava potaknuti izgradnja ovog dijela grada i njegova revitalizacija. Već početkom 20. stoljeća taj prostor postaje područje izrazite naseljenosti, te predstavlja pejzažni prostor i mjesto odmora izvan vreve grada.

### Donji grad
Gornji grad zadržao je svoju srednjovjekovnu strukturu pa na tom području u 19. stoljeću nema većih urbanističkih zahvata. Rušenjem zidina Gradeca i gradskih vrata nakon ujedinjenja Zagreba u jedinstvenu teritorijalnu cjelinu, Donji grad postaje prostor za širenje grada. Na području Donjeg grada u drugoj polovini 19. stoljeća planira se i realizira najveći urbanistički zahvat u povijesti razvoja grada Zagreba – Lenucijeva ili Zelena potkova.

#### Lenucijeva ili zelena potkova
Lenucijeva ili Zelena potkova slijed je od sedam trgova (Trg Nikole Šubića Zrinskog, Trg Josipa Jurja Strossmayera, Trg kralja Tomislava, Trg dr. Ante Starčevića, Trg Marka Marulića, Trg Ivana, Antuna i Vladmira Mažuranića i Trg Republike Hrvatske) i Botaničkog vrta, dok se unutar okvira „potkove“ nalaze još dva trga – Trg Petra Svačića (Snačića) i Trg Petra Preradovića. Naziv dobiva nakon Drugog svjetskog rata, šezdesetih godina 20. stoljeća prihvaćaju ga znanost i publicistika, a ime je dobila po Milanu Lenuciju, najznačajnijem zagrebačkom urbanistu kraja 19. i početka 20. stoljeća kojem se pripisuje ideja Potkove. Naziv „Zelena potkova“ nešto je kasniji i svojevrstan je kompromis jer se ideja Potkove razvijala cijelu drugu polovinu 19. stoljeća, a u razvoju i realizaciji Milan Lenuci odigrao je jednu od ključnih uloga brinući se o upotpunjavanju okvira, prvenstveno brojnim osnovama u kojima je predlagao kako urediti pojedini prostor kako bi se on prikladno uklopio u cjelokupnu ideju.

## Vanjske poveznice
- Knežević, Snješka. Lenuci i "Lenucijeva potkova".pdf  Arhivirana inačica izvorne stranice od 1. listopada 2015. (Wayback Machine)
- Radović Mahečić, Darja. Urbanizam i arhitektura 19. stoljeća u kontinentalnoj Hrvatskoj - izvod iz knjige
- Lenucijeva potkova  Arhivirana inačica izvorne stranice od 22. lipnja 2013. (Wayback Machine)
- Jukić, Tihomir. Gradograditeljstvo 19. stoljeća u Europi.pdf
- Povijest graditeljstva - Industrijska revolucija.pdf  Arhivirana inačica izvorne stranice od 27. lipnja 2013. (Wayback Machine)